# Morální relativismus
Morální relativismus představuje sociologický jev, kdy je situace hodnocena odlišně v závislosti na daných sociokulturních či dobových podmínkách.

## Normativní pojetí
Zastánci normativního pojetí[kdo?] (určujícího společenská pravidla) morálního relativismu tvrdí, že posuzovat, hodnotit a jinak zasahovat do zvyklostí cizích kultur je morálně nesprávné, jelikož neexistují žádná trans-kulturní morální kritéria (obecně platná měřítka na všechny kultury), na základě kterých by bylo možné u kultury určit, zdali je to, co dělá správné či špatné. Chování těchto jedinců ve společnosti by pak mělo být posuzováno pouze v rámci dané společnosti dle jejích norem a pravidel. Normativní pojetí se navíc zabývá tím, jak se ke členům takových kultur chovat. Obecně platí pravidlo nevměšování se, jelikož pomocí normativního pojetí nelze racionálně dojít ke shodě, oproti například meta-etickému pojetí.

## Deskriptivní pojetí
Deskriptivní morální relativismus (DMR) předpokládá, že se různé kultury vyznačují různými morálními standardy. Podle zastánců DMR existují mezi odlišnými společnostmi rozdílné postoje k jedné a též situaci. Tyto neshody jsou mnohem podstatnější a výraznější než případné shody mezi kulturami. Často se předpokládá, že DMR vychází z antropologických a jiných empirických věd, nicméně proti tezím DMR jsou vznášeny jak filozofické, tak empirické protiargumenty. Postoj a priori tvrdí, že můžeme východiska DMR označit za nepravdivá na základě filozofických úvah bez empirických věd. Zastánci postoje a posteriori pak termín DMR pokládají za pravděpodobně nepravdivý či poukazují na to, že zatím nebylo dokázáno, zda pravdivý je. Zaměřují se na empirické zkušenosti, ze kterých má DMR vycházet.

## Metaetické pojetí
Metaetický morální relativismus popisuje to, že v rámci morality se jednotlivé situace nedají definovat striktně jako dobré či špatné, případně pravdivé či nepravdivé v absolutním slova smyslu, pouze jako relativní vzhledem k určitým konkrétním hlediskům nebo osobám. Jasně se to dá vysvětlit na následujícím příkladu. Stojí-li dva lidé ve stejnou dobu vedle sebe a jeden z nich tvrdí, že sněží, zatímco druhý říká opak, je jasné, že oba nemohou mít pravdu. Kdyby ale danou sněhovou situaci hodnotili každý v jinou dobu nebo na jiném místě (z jiného hlediska), jejich názory by oba pravdivé být mohly. Konkrétní okolnosti mění povahu jevu a s tím i morální pojetí toho, kdo jej posuzuje. Jednotlivci i celé společnosti mohou zastávat rozporuplné morální názory aniž by se vzájemně vylučovaly. Dle metaetického relativismu je označení nějakého chování za morálně korektní nedostačující. Chování nemůže být „morálně korektní“, ale „korektní podle standardu X“, případně „korektní pro A“, „nekorektní pro B“ a podobně.

## Historie
Morální relativismus se jako pojem začal objevovat až ve dvacátém století, jeho význam má však kořeny ve starověku. Anakantavada, jedna z doktrín džinismu (6. století př. n. l.), pravdu popisuje jako neuchopitelnou. Tvrdí, že pravda a skutečnost jsou vnímány jinak a že žádný úhel pohledu nemůže být čistou pravdou. Řecký filosof Prótagorás z Abdér zase pronesl, že „člověk je měřítkem všech věcí.“ Historik Hérodotos zase zpochybňoval objektivitu morálky. Ve své třetí knize svých Dějin dále napsal, že „pokud by měl člověk možnost vybrat si ze všech světových zvyků ty nejlepší, vybral by si ty své.“ Dále uvedl příklad perského krále Dareia, který se zmocnil řeckého trůnu. Nechal si předvolat pár Řeků a zeptal se jich, kolik jim má zaplatit, aby snědli těla svých otců. Řekové odpověděli, že na světě není zlata, které by je přimělo k tomuto činu. Dareios proto nechal zavolat příslušníky jistého rodu indického původu, který je znám pro svůj zvyk pojídání těl předků. Král se jich zeptal, kolik zlata by je přimělo své předky spálit, načež ho tito lidé vyzvali, ať s těmito slovy přestane.
Se vzrůstajícím povědomím o jiných kulturách a zejména o jejich rozdílech s kulturou evropskou byli antropologové kulturním relativismem čím dál tím více fascinováni. Zpracovali materiály o zvycích jiných kultur a brzy na to zakořenila domněnka, že evropská (resp. západní) kultura je tou nejlepší, nejvyspělejší. Tomuto tvrzení oponoval německý antropolog Franz Boas (1858–1942), který brzy definoval postoje morálního relativismu 20. století. Přišel s myšlenkou, že vývoj kultur je třeba vnímat v kontextu s jejich lokální historií a s podmínkami, ve kterých k jejím vývojům docházelo. Při příležitosti debaty OSN o lidských právech v roce 1947 přijala Americká antropologická asociace stanovisko spočívající v tom, že morální hodnoty jsou vůči kultuře relativní a tudíž není možné říci, že je některá kultura ve svých morálních zásadách lepší, nežli jiná.